# Saison 2012 de la National Rugby League
Navigation
Édition précédente Édition suivante
La Saison 2012 de la National Rugby League est la cent-cinquième saison de cette compétition depuis que celle-ci a été créée en 1908. Seize équipes jouent 26 journées de championnat (phase régulière), les huit meilleures d'entre elles sont qualifiées pour les phases finales, dans le but de se qualifier pour la grande finale. Le coup d'envoi officiel de la saison est le 1er mars 2012.

## Équipes
| Club                           | Admis en |
| Brisbane Broncos               | 1988     |
| Canberra Raiders               | 1982     |
| Canterbury Bulldogs            | 1935     |
| Cronulla Sharks                | 1967     |
| Gold Coast Titans              | 2007     |
| Manly Sea Eagles               | 1947     |
| Melbourne Storm                | 1998     |
| Newcastle Knights              | 1988     |
| New Zealand Warriors           | 1995     |
| North Queensland Cowboys       | 1995     |
| Parramatta Eels                | 1947     |
| Penrith Panthers               | 1967     |
| Saint-George Illawarra Dragons | 1999     |
| South Sydney Rabbitohs         | 1908     |
| Sydney Roosters                | 1908     |
| Wests Tigers                   | 2000     |

## Récit de la saison
L'annonce de la saison 2012 a eu lieu le 5 novembre 2011 dans laquelle le premier match est annoncée le jeudi 1er mars 2012..
Les matchs du State of Origin se dérouleront les 23 mai au Etihad Stadium à Melbourne,le 13 juin au ANZ Stadium à Sydney et le 4 juillet au Suncorp Stadium à Brisbane. 
source :calendrier NRL 2012

## Classement de la phase régulière
| Rang | Franchise                       | Joués | V  | N | D  | B | PP  | PC  | Diff | Points |
| 1    | Canterbury-Bankstown Bulldogs   | 24    | 18 | 0 | 6  | 2 | 568 | 369 | +199 | 40     |
| 2    | Melbourne Storm (SF)            | 24    | 17 | 0 | 7  | 2 | 579 | 361 | +218 | 38     |
| 3    | South Sydney Rabbitohs          | 24    | 16 | 0 | 8  | 2 | 559 | 438 | +121 | 36     |
| 4    | Manly-Warringah Sea Eagles (CH) | 24    | 16 | 0 | 8  | 2 | 497 | 403 | +94  | 36     |
| 5    | North Queensland Cowboys        | 24    | 15 | 0 | 9  | 2 | 597 | 445 | +152 | 34     |
| 6    | Canberra Raiders                | 24    | 13 | 0 | 11 | 2 | 545 | 536 | +9   | 30     |
| 7    | Cronulla-Sutherland Sharks      | 24    | 12 | 1 | 11 | 2 | 445 | 441 | +4   | 29     |
| 8    | Brisbane Broncos (SF)           | 24    | 12 | 0 | 12 | 2 | 481 | 447 | +34  | 28     |
| 9    | St. George Illawarra Dragons    | 24    | 11 | 0 | 13 | 2 | 405 | 438 | -33  | 26     |
| 10   | Wests Tigers                    | 24    | 11 | 0 | 13 | 2 | 506 | 551 | -45  | 26     |
| 11   | Gold Coast Titans (WS)          | 24    | 10 | 0 | 14 | 2 | 449 | 477 | -28  | 24     |
| 12   | Newcastle Knights               | 24    | 10 | 0 | 14 | 2 | 448 | 488 | -40  | 24     |
| 13   | Sydney Roosters                 | 24    | 8  | 1 | 15 | 2 | 462 | 626 | -164 | 21     |
| 14   | New Zealand Warriors (RU)       | 24    | 8  | 0 | 16 | 2 | 497 | 609 | -112 | 20     |
| 15   | Penrith Panthers                | 24    | 8  | 0 | 16 | 2 | 409 | 575 | -166 | 20     |
| 16   | Parramatta Eels                 | 24    | 6  | 0 | 18 | 2 | 431 | 674 | -243 | 16     |

| - Qualifié pour les phases finales (#1 à #8). |
| CH : Champion 2011, RU : Finaliste 2011, WS : Cuillère de bois 2011, SF : Demi-finaliste 2011                                                                                           |
| abréviations=Pts, points; J, matchs joués; V, victoires ; N, match nuls ; D, défaites ; B, bye ; PP, points pour ; PC, points contre ; Diff, différence de points ; T, tenant du titre. |

Attribution des points : Deux points sont attribués pour une victoire, un point pour un match nul, aucun point en cas de défaite.

Source : nrl.com
Voir aussi: Résultats de la saison régulière NRL 2012

## Playoffs
L'Australian Rugby League Commission a décidé d'abandonner le McIntyre Final Eight System à partir de cette saison et de le remplacer par un système dérivé utilisé par la Super League et l'AFL. 
| FINALES DE QUALIFICATION          |         |                                |              |                       |                             |        |
| (1) Canterbury-Bankstown Bulldogs | 16 – 10 | (4) Manly-Warringah Sea Eagles | 7 septembre  | ANZ Stadium           | Ben Cummins Ashley Klein    | 36 420 |
| (2) Melbourne Storm               | 24 – 6  | (3) South Sydney Rabbitohs     | 8 septembre  | AAMI Park             | Shayne Hayne Jason Robinson | 19 750 |
| (5) North Queensland Cowboys      | 33 – 16 | (8) Brisbane Broncos           | 8 septembre  | Dairy Farmers Stadium | Matt Cecchin Gerard Sutton  | 21 307 |
| (6) Canberra Raiders              | 34 – 16 | (7) Cronulla Sharks            | 9 septembre  | Canberra Stadium      | Tony Archer Chris James     | 24 450 |
| DEMI FINALES                      |         |                                |              |                       |                             |        |
| (4) Manly-Warringah Sea Eagles    | 22 – 12 | (5) North Queensland Cowboys   | 14 septembre | Allianz Stadium       | Shayne Hayne Ben Cummins    | 16 678 |
| (3) South Sydney Rabbitohs        | 38 – 16 | (6) Canberra Raiders           | 15 septembre | ANZ Stadium           | Tony Archer Matt Cecchin    | 35 874 |
| FINALES PRELIMINAIRES             |         |                                |              |                       |                             |        |
| (2) Melbourne Storm               | 40 – 12 | (4) Manly-Warringah Sea Eagles | 21 septembre | AAMI Park             | Tony Archer Matt Cecchin    | 25 543 |
| (1) Canterbury-Bankstown Bulldogs | 32 – 8  | (3) South Sydney Rabbitohs     | 22 septembre | ANZ Stadium           | Shayne Hayne Ben Cummins    | 70 354 |
| GRANDE FINALE                     |         |                                |              |                       |                             |        |
| (1) Canterbury-Bankstown Bulldogs | 4 - 14  | (2) Melbourne Storm            | 30 septembre | ANZ Stadium           | Tony Archer Ben Cummins     | 82 976 |

|           | 1er tour des play offs | 1er tour des play offs          | 1er tour des play offs | |                            |                                 |        | Demi-finales préliminaires     | Demi-finales préliminaires |        |  |                                |                     | Demi-finales                      | Demi-finales |  |  | Grande finale                     | Grande finale |  |
|           |                        |                                 |                        | |                            |                                 |        |                                |                            |        |  |                                |                     |                                   |              |  |  |                                   |               |  |
|           |                        | QPO1 :                          |                        | |                            |                                 |        |                                |                            |        |  |                                |                     |                                   |              |  |  |                                   |               |  |
|           | 1                      | Canterbury-Bankstown Bulldogs   | 16                     | |                            |                                 |        |                                |                            |        |  |                                |                     |                                   |              |  |  |                                   |               |  |
|           | 4                      | Manly-Warringah Sea Eagles      | 10                     | |                            |                                 |        | PSF1 :                         |                            |        |  |                                |                     |                                   |              |  |  |                                   |               |  |
|           |                        |                                 |                        | |                            |                                 |        | (4) Manly-Warringah Sea Eagles | 22                         |        |  |                                |                     |                                   |              |  |  |                                   |               |  |
|           |                        | EPO1 :                          | EPO1 :                 | |                            |                                 |        | (5) North Queensland Cowboys   | 12                         |        |  |                                |                     | QSF1 :                            | QSF1 :       |  |  |                                   |               |  |
|           | 5                      | North Queensland Cowboys        | 33                     | |                            |                                 |        |                                |                            |        |  |                                |                     | (1) Canterbury-Bankstown Bulldogs | 32           |  |  |                                   |               |  |
|           | 8                      | Brisbane Broncos                | 16                     | |                            |                                 |        |                                |                            |        |  |                                |                     | (3) South Sydney Rabbitohs        | 8            |  |  | GF :                              | GF :          |  |
|           |                        |                                 |                        | |                            |                                 |        |                                |                            |        |  |                                |                     |                                   |              |  |  | (1) Canterbury-Bankstown Bulldogs | 4             |  |
|           |                        | EPO2 :                          | EPO2 :                 | EPO2 : |                            |                                 |        |                                |                            | QSF2 : |  |                                |                     | (2) Melbourne Storm               | 14           |  |  |                                   |               |  |
|           | 6                      | Canberra Raiders                | 34                     | |                            |                                 |        |                                |                            |        |  |                                | (2) Melbourne Storm | 40                                |              |  |  |                                   |               |  |
|           | 7                      | Cronulla-Sutherland Sharks      | 16                     | |                            | PSF2 :                          | PSF2 : |                                |                            |        |  | (4) Manly-Warringah Sea Eagles | 12                  |                                   |              |  |  |                                   |               |  |
|           |                        |                                 |                        | | (3) South Sydney Rabbitohs | 38                              |        |                                |                            |        |  |                                |                     |                                   |              |  |  |                                   |               |  |
|           | QPO2 :                 | QPO2 :                          | QPO2 :                 | QPO2 : |                            |                                 |        | (6) Canberra Raiders           | 16                         |        |  |                                |                     |                                   |              |  |  |                                   |               |  |
|           | 2                      | Melbourne Storm                 | 24                     | |                            |                                 |        |                                |                            |        |  |                                |                     |                                   |              |  |  |                                   |               |  |
|           | 3                      | South Sydney Rabbitohs          | 6                      | |                            |                                 |        |                                |                            |        |  |                                |                     |                                   |              |  |  |                                   |               |  |
|           |                        |                                 |                        | \| Légende : \| \| Progression de l'équipe défaite \| \| Progression de l'équipe victorieuse \| \| Progression de l'équipe choisie \| |                            |                                 |        |                                |                            |        |  |                                |                     |                                   |              |  |  |                                   |               |  |
| Légende : |                        | Progression de l'équipe défaite |                        | Progression de l'équipe victorieuse                                                                                                   |                            | Progression de l'équipe choisie |        |                                |                            |        |  |                                |                     |                                   |              |  |  |                                   |               |  |

Semaine 1. Qualification/Elimination en phase finale : les rencontres sont déterminées suivant le classement des équipes de la saison régulière. Les équipes ayant obtenu un meilleur rang affrontant l'équipe ayant le moins bon rang. Les équipes ayant le meilleur rang reçoivent.
Semaine 2. Les demi-finales préliminaires : les rencontres sont déterminées suivant le classement des équipes de la saison régulière. Les équipes ayant obtenu un meilleur rang affrontant l'équipe ayant le moins bon rang. Les équipes ayant le meilleur rang reçoivent.
Semaine 3. Les demi-finales : les vainqueurs des précédentes phases qualificatives s'affrontent pour déterminer les deux finalistes. Les adversaires sont décidées en fonction du choix de l'équipe ayant obtenu le meilleur classement lors de la saison régulière entre les deux équipes ayant le moins bon classement. Ce sont les vainqueurs de la semaine 1 qui reçoivent.

### Grande Finale
| 30 septembre 2012 17 h 00 (heure australienne) | Canterbury-Bankstown Bulldogs                        | 4 - 14 (4 - 14) | Melbourne Storm                                                                                                  | ANZ Stadium, Sydney 82 976 spectateurs Arbitre : Tony Archer, Ben Cummins |
| 30 septembre 2012 17 h 00 (heure australienne) | Essai(s) : Perrett (24e) Transformation(s) : Inu 0/1 |                 | Essai(s) : Hoffman (7e), Slater (32e), O'Neill (39e) Transformation(s) : Smith 1/3 (33e) Pénalité(s) : Smith 0/2 | ANZ Stadium, Sydney 82 976 spectateurs Arbitre : Tony Archer, Ben Cummins |
| 30 septembre 2012 17 h 00 (heure australienne) |                                                      |                 | | ANZ Stadium, Sydney 82 976 spectateurs Arbitre : Tony Archer, Ben Cummins |

Canterbury-Bankstown: 1. Barba, 2. Perrett, 3. Morris, 4. Inu, 5. Wright, 6. Reynolds, 7. Keating, 8. Tolman, 9. Ennis (c), 10. Kasiano, 11. Pritchard, 12. Jackson, 13. Eastwood,  remplaçants: 14. Graham, 15. Finucane, 16. Payne, 17. Stagg,  entraineur : Des Hasler

Melbourne: 1. Slater, 2. Waqa, 3. Nielsen, 4. Chambers, 5. O'Neill, 6. Widdop, 7. Cronk, 8. Bromwich, 9. Smith (c), 10. Norrie, 15. Proctor, 12. Hoffman, 13. Lowrie,  remplaçants: 11. Manu, 14. Hinchcliffe, 16. Lowe, 17. Fa'aoso,  entraîneur : Craig Bellamy

## Statistiques

### Meilleurs scoreurs
| Points | Joueur             | Essais | Pénalités | Drops |
| ------ | ------------------ | ------ | --------- | ----- |
| 220    | Jarrod Croker      | 16     | 78        | 0     |
| 184    | Adam Reynolds      | 2      | 87        | 2     |
| 176    | Johnathan Thurston | 3      | 82        | 0     |
| 172    | Jamie Lyon         | 9      | 68        | 0     |
| 158    | Benji Marshall     | 5      | 72        | 3     |

### Meilleurs marqueurs d'essai
| Essais | Joueur         |
| ------ | -------------- |
| 21     | Ben Barba      |
| 21     | Ashley Graham  |
| 18     | Akuila Uate    |
| 17     | Josh Morris    |
| 16     | Reece Robinson |
| 16     | Jarrod Croker  |